# Élections présidentielles sous la Cinquième République dans le Tarn
Depuis l'adoption de la Constitution de la Cinquième République française en 1958, dix élections présidentielles ont eu lieu afin d'élire le président de la République. Cette page présente les résultats de ces élections dans le Tarn.

## Synthèse des résultats du second tour
Terre d'élection de gauche, le Tarn a placé en tête respectivement François Mitterrand, Lionel Jospin et Ségolène Royal en tête au second tour lors des élections de 1974, 1995 et 2007. En 2012, François Hollande obtient 4 points de plus qu'au niveau national. En 2017, Emmanuel Macron obtient 2,5 points de moins.
| année | Répartition des exprimés | Répartition des exprimés | Participation (% des inscrits) | Blancs ou nuls (% des votants) |

| 2022 | Emmanuel Macron (53,06 %) (France : 58,55 %) | Marine Le Pen (46,94 %) (France : 33,90 %) | 76,02 % (France : 71,99 %) | 8,55 % (France : 6,23 %) |

| 2017 | Emmanuel Macron (63,61 %) (France : 66,10 %) | Marine Le Pen (36,39 %) (France : 33,90 %) | 78,61 % (France : 77,77 %) | 2,38 % (France : 2,47 %) |

| 2012 | François Hollande (55,55 %) (France : 51,64 %) | Nicolas Sarkozy (44,45 %) (France : 48,36 %) | 85,27 % (France : 80,35 %) | 2,21 % (France : 5,82 %) |

| 2007 | Nicolas Sarkozy (49,29 %) (France : 53,06 %) | Ségolène Royal (50,71 %) (France : 46,94 %) | 88,42 % (France : 83,97 %) | 1,64 % (France : 4,20 %) |

| 2002 | Jacques Chirac (82,42 %) (France : 82,21 %) | J.-M. Le Pen (17,58 %) (France : 17,79 %) | 77,87 % (France : 79,71 %) | 4,67 % (France : 3,38 %) |

| 1995 | Jacques Chirac (49,44 %) (France : 52,64 %) | Lionel Jospin (50,56 %) (France : 47,36 %) | 83,77 % (France : 78,38 %) | 3,74 % (France : 2,81 %) |

| 1988 | François Mitterrand (55,37 %) (France : 54,02 %) | Jacques Chirac (44,63 %) (France : 45,98 % %) | 85,27 % (France : 81,35 %) | 2,57 % (France : 2,00 %) |

| 1981 | François Mitterrand (55,07 %) (France : 51,76 %) | Valéry Giscard d'Estaing (44,93 %) (France : 48,24 %) | 85,12 % (France : 81,09 %) | 2,29 % (France : 1,62 %) |

| 1974 | Valéry Giscard d'Estaing (48,87 %) (France : 50,81 %) | François Mitterrand (51,13 %) (France : 49,19 %) | 87,74 % (France : 84,23 %) | 1,24 % (France : 0,92 %) |

| 1969 | Georges Pompidou (54,87 %) (France : 58,21 %) | Alain Poher (45,13 %) (France : 41,79 %) | 82,98 % (France : 77,59 %) | 1,91 % (France : 1,29 %) |

| 1965 | Charles de Gaulle (45,64 %) (France : 55,20 %) | François Mitterrand (54,36 %) (France : 44,80 %) | 87,83 % (France : 84,75 %) | 1,68 % (France : 1,01 %) |

|  | ▲ |

## Résultats détaillés par scrutin

### 2022
Arrivé en tête du premier tour, le président sortant Emmanuel Macron (27,85 %) affronte Marine Le Pen (23,15 %), un duel identique à celui du scrutin de 2017. C'est la deuxième fois qu'un second tour opposant les mêmes candidats à deux scrutins présidentiels consécutifs a lieu après ceux où se sont affrontés Valéry Giscard d'Estaing et François Mitterrand en 1974 et 1981.
En troisième position avec 21,95 % des voix, Jean-Luc Mélenchon réalise le score le plus élevé de ses trois candidatures et arrive largement en tête de la gauche, mais échoue à accéder au second tour, avec environ 400 000 voix de moins que Marine Le Pen.
Une nouvelle fois, les partis politiques traditionnels sont absents du second tour, dans des proportions encore plus importantes que lors de la précédente élection. Le Parti socialiste et Les Républicains, représentés respectivement par Anne Hidalgo et Valérie Pécresse, s'effondrent avec des scores historiquement faibles et n'atteignent pas le seuil des 5 %, condition permettant d'être remboursé des frais de campagne.
Le second tour voit Emmanuel Macron l'emporter par 58,55 % des suffrages exprimés, permettant ainsi au président sortant d'entamer un second mandat. Le septennat ayant été aboli en 2000, il devient ainsi le premier président de la République française à être réélu pour un deuxième quinquennat, le deuxième président de la Cinquième République réélu hors période de cohabitation et le quatrième président de la Cinquième République réélu. 
Dans le Tarn, Marine Le Pen arrive en tête du premier tour avec 24,60% des exprimés, suivie de Emmanuel Macron (23,46%), Jean-Luc Mélenchon (21,07%), Jean Lassalle (7,40%) et Éric Zemmour  (6,95%). Au second tour, les électeurs ont voté à 53,06% pour Emmanuel Macron contre 46,94% pour Marine Le Pen avec un taux de participation de 76,02% des inscrits.
| Candidats                | Candidats                | Partis                   | Premier tour | Premier tour | Second tour | Second tour |
| Candidats                | Candidats                | Partis                   | Voix         | %            | Voix        | %           |
| ------------------------ | ------------------------ | ------------------------ | ------------ | ------------ | ----------- | ----------- |
|                          | Marine Le Pen            | RN                       | 56 543       | 24,60        | 94 441      | 46,94       |
|                          | Emmanuel Macron          | LREM                     | 53 925       | 23,46        | 106 768     | 53,06       |
|                          | Jean-Luc Mélenchon       | LFI                      | 48 430       | 21,07        |             |             |
|                          | Jean Lassalle            | RES                      | 17 010       | 7,40         |             |             |
|                          | Éric Zemmour             | REC                      | 15 982       | 6,95         |             |             |
|                          | Valérie Pécresse         | LR                       | 10 014       | 4,36         |             |             |
|                          | Yannick Jadot            | EELV                     | 8 680        | 3,78         |             |             |
|                          | Anne Hidalgo             | PS                       | 5 818        | 2,53         |             |             |
|                          | Fabien Roussel           | PCF                      | 5 313        | 2,31         |             |             |
|                          | Nicolas Dupont-Aignan    | DLF                      | 5 123        | 2,23         |             |             |
|                          | Philippe Poutou          | NPA                      | 1 829        | 0,80         |             |             |
|                          | Nathalie Arthaud         | LO                       | 1 175        | 0,51         |             |             |
|                          |                          |                          |              |              |             |             |
| Votes valides            | Votes valides            | Votes valides            | 229 842      | 97,66        | 201 209     | 88,76       |
| Votes blancs             | Votes blancs             | Votes blancs             | 3 451        | 1,47         | 17 176      | 7,58        |
| Votes nuls               | Votes nuls               | Votes nuls               | 2 067        | 0,88         | 8 306       | 3,66        |
| Total                    | Total                    | Total                    | 235 360      | 100          | 226 691     | 100         |
| Abstention               | Abstention               | Abstention               | 62 818       | 21,07        | 71 489      | 23,98       |
| Inscrits / participation | Inscrits / participation | Inscrits / participation | 298 178      | 78,93        | 298 180     | 76,02       |

### 2017
Le premier tour de l'élection présidentielle de 2017 voit s'affronter onze candidats. Emmanuel Macron arrive en tête devant Marine Le Pen et tous deux se qualifient pour le second tour. Néanmoins, avec François Fillon et Jean-Luc Mélenchon, les scores des quatre candidats ayant recueilli le plus de voix sont serrés (4,43 points entre le 1er et le 4e). Pour la première fois, aucun des candidats des deux partis politiques pourvoyeurs jusque-là des présidents de la Ve République, n'est présent au second tour. Celui-ci se tient le dimanche 7 mai et se solde par la victoire d'Emmanuel Macron, avec un total de 20 753 798 bulletins de vote en sa faveur, soit 66,10 % des suffrages exprimés, face à la candidate du Front national, qui recueille 33,90 %. Le scrutin est néanmoins marqué par une forte abstention et par un record de votes blancs ou nuls.
Dans le Tarn, Marine Le Pen arrive en tête du premier tour avec 22,42 % des exprimés, suivie de Emmanuel Macron (22,14 %), Jean-Luc Mélenchon (20,57 %), François Fillon (17,56 %) et Benoît Hamon (6,64 %). Au second tour, les électeurs ont voté à 63,61 % pour Emmanuel Macron contre 36,39 % pour Marine Le Pen avec un taux de participation de 78,61 % des inscrits.
|             | FN          | Marine Le Pen         | 52 402  | 22,42 %    | 71 856  | 36,39 %    |  |  |
|             | EM          | Emmanuel Macron       | 51 755  | 22,14 %    | 125 591 | 63,61 %    |  |  |
|             | LFi         | Jean-Luc Mélenchon    | 48 094  | 20,57 %    |         |            |  |  |
|             | LR          | François Fillon       | 41 052  | 17,56 %    |         |            |  |  |
|             | PS          | Benoît Hamon          | 15 530  | 6,64 %     |         |            |  |  |
|             | DlF         | Nicolas Dupont-Aignan | 11 440  | 4,89 %     |         |            |  |  |
|             | RES         | Jean Lassalle         | 7 105   | 3,04 %     |         |            |  |  |
|             | NPA         | Philippe Poutou       | 2 721   | 1,16 %     |         |            |  |  |
|             | UPR         | François Asselineau   | 1 822   | 0,78 %     |         |            |  |  |
|             | LO          | Nathalie Arthaud      | 1 397   | 0,6 %      |         |            |  |  |
|             | SeP         | Jacques Cheminade     | 439     | 0,19 %     |         |            |  |  |
|             |             |                       |         |            |         |            |  |  |
|             |             |                       | Nombre  | % inscrits | Nombre  | % inscrits |  |  |
| Inscrits    | Inscrits    | Inscrits              | 291 194 |            | 291 153 |            |  |  |
| Abstentions | Abstentions | Abstentions           | 50 507  | 17,34 %    | 62 264  | 21,39 %    |  |  |
| Votants     | Votants     | Votants               | 240 687 | 82,66 %    | 228 889 | 78,61 %    |  |  |
|             |             |                       |         |            |         |            |  |  |
|             |             |                       |         | % votants  |         | % votants  |  |  |
| Blancs      | Blancs      | Blancs                | 4 330   | 1,49 %     | 20 888  | 7,17 %     |  |  |
| Nuls        | Nuls        | Nuls                  | 2 600   | 0,89 %     | 10 554  | 3,62 %     |  |  |
| Exprimés    | Exprimés    | Exprimés              | 233 757 | 80,28 %    | 197 447 | 67,82 %    |  |  |

### 2012
Hollande, désigné par le PS à la suite d'une primaire ouverte, devance Sarkozy dès le premier tour de l'élection présidentielle de 2012 : c'est la première fois qu'un président sortant est ainsi devancé. Au second tour, Sarkozy est battu mais par un écart plus faible qu'attendu.
Dans le Tarn, François Hollande arrive en tête du premier tour avec 30,69 % des exprimés, suivi de Nicolas Sarkozy (23,28 %), Marine Le Pen (18,93 %), Jean-Luc Mélenchon (12,17 %) et François Bayrou (9,18 %). Au second tour, les électeurs ont voté à 55,55 % pour François Hollande contre 44,45 % pour Nicolas Sarkozy avec un taux de participation de 85,29 % des inscrits.
|                | PS             | François Hollande     | 72 647  | 30,69 %    | 125 133 | 55,55 %    |  |  |
|                | UMP            | Nicolas Sarkozy       | 55 099  | 23,28 %    | 100 111 | 44,45 %    |  |  |
|                | FN             | Marine Le Pen         | 44 806  | 18,93 %    |         |            |  |  |
|                | FG             | Jean-Luc Mélenchon    | 28 800  | 12,17 %    |         |            |  |  |
|                | MoDem          | François Bayrou       | 21 724  | 9,18 %     |         |            |  |  |
|                | EELV           | Éva Joly              | 5 064   | 2,14 %     |         |            |  |  |
|                | DLF            | Nicolas Dupont-Aignan | 3 850   | 1,63 %     |         |            |  |  |
|                | NPA            | Philippe Poutou       | 2 962   | 1,25 %     |         |            |  |  |
|                | LO             | Nathalie Arthaud      | 1 212   | 0,51 %     |         |            |  |  |
|                | S&P            | Jacques Cheminade     | 550     | 0,23 %     |         |            |  |  |
|                |                |                       |         |            |         |            |  |  |
|                |                |                       | Nombre  | % inscrits | Nombre  | % inscrits |  |  |
| Inscrits       | Inscrits       | Inscrits              | 283 884 |            | 283 870 |            |  |  |
| Abstentions    | Abstentions    | Abstentions           | 41 824  | 14,73 %    | 41 760  | 14,71 %    |  |  |
| Votants        | Votants        | Votants               | 242 060 | 85,27 %    | 242 110 | 85,29 %    |  |  |
|                |                |                       |         |            |         |            |  |  |
|                |                |                       |         | % votants  |         | % votants  |  |  |
| Blancs ou nuls | Blancs ou nuls | Blancs ou nuls        | 5 346   | 2,21 %     | 16 866  | 6,97 %     |  |  |
| Exprimés       | Exprimés       | Exprimés              | 236 714 | 97,79 %    | 225 244 | 97,79 %    |  |  |

### 2007
Au premier tour de l'élection présidentielle de 2007, Sarkozy réussit à capter une partie des voix de Le Pen et arrive largement en tête. Royal est la première femme qualifiée pour le second tour d'une élection présidentielle. Elle est battue avec une avance de 6 points.
Dans le Tarn, Ségolène Royal arrive en tête du premier tour avec 29,3 % des exprimés, suivie de Nicolas Sarkozy (26,95 %), François Bayrou (18,78 %), Jean-Marie Le Pen (10,58 %) et Olivier Besancenot (3,94 %). Au second tour, les électeurs ont voté à 49,29 % pour Nicolas Sarkozy contre 50,71 % pour Ségolène Royal avec un taux de participation de 88,23 % des inscrits.
|                | PS             | Ségolène Royal       | 70 425  | 29,3 %     | 117 836 | 50,71 %    |  |  |
|                | UMP            | Nicolas Sarkozy      | 64 756  | 26,95 %    | 114 518 | 49,29 %    |  |  |
|                | UDF            | François Bayrou      | 45 128  | 18,78 %    |         |            |  |  |
|                | FN             | Jean-Marie Le Pen    | 25 423  | 10,58 %    |         |            |  |  |
|                | LCR            | Olivier Besancenot   | 9 464   | 3,94 %     |         |            |  |  |
|                | MPF            | Philippe de Villiers | 5 066   | 2,11 %     |         |            |  |  |
|                | GPA            | Marie-George Buffet  | 4 609   | 1,92 %     |         |            |  |  |
|                | SE             | José Bové            | 4 436   | 1,85 %     |         |            |  |  |
|                | CPNT           | Frédéric Nihous      | 3 501   | 1,46 %     |         |            |  |  |
|                | Les Verts      | Dominique Voynet     | 3 336   | 1,39 %     |         |            |  |  |
|                | LO             | Arlette Laguiller    | 2 799   | 1,16 %     |         |            |  |  |
|                | CNRSP          | Gérard Schivardi     | 1 383   | 0,58 %     |         |            |  |  |
|                |                |                      |         |            |         |            |  |  |
|                |                |                      | Nombre  | % inscrits | Nombre  | % inscrits |  |  |
| Inscrits       | Inscrits       | Inscrits             | 276 354 |            | 276 335 |            |  |  |
| Abstentions    | Abstentions    | Abstentions          | 32 012  | 11,58 %    | 32 520  | 11,77 %    |  |  |
| Votants        | Votants        | Votants              | 244 342 | 88,42 %    | 243 815 | 88,23 %    |  |  |
|                |                |                      |         |            |         |            |  |  |
|                |                |                      |         | % votants  |         | % votants  |  |  |
| Blancs ou nuls | Blancs ou nuls | Blancs ou nuls       | 4 016   | 1,64 %     | 11 461  | 4,7 %      |  |  |
| Exprimés       | Exprimés       | Exprimés             | 240 326 | 98,36 %    | 232 354 | 95,3 %     |  |  |

### 2002
Après cinq années de cohabitation, un duel est attendu entre Chirac et le Premier ministre Jospin lors de l'élection présidentielle de 2002, mais, à la surprise générale, ce dernier est devancé par Le Pen au premier tour. Au second tour, Chirac bénéficie du ralliement de la gauche et reçoit un score sans précédent. Il s'agit de la première élection pour un mandat de cinq ans et non plus sept.
Dans le Tarn, Lionel  Jospin arrive en tête du premier tour avec 18,68 % des exprimés, suivi de Jacques  Chirac (18,06 %), Jean-Marie  Le Pen (16,8 %), Jean  Saint-Josse (6,6 %) et François Bayrou (6,03 %). Au second tour, les électeurs ont voté à 82,42 % pour Jacques  Chirac contre 17,58 % pour Jean-Marie  Le Pen avec un taux de participation de 84,71 % des inscrits.
|                | PS             | Lionel Jospin           | 36 275  | 18,68 %    |         |            |  |  |
|                | RPR            | Jacques Chirac          | 35 064  | 18,06 %    | 169 494 | 82,42 %    |  |  |
|                | FN             | Jean-Marie Le Pen       | 32 617  | 16,8 %     | 36 164  | 17,58 %    |  |  |
|                | CPNT           | Jean Saint-Josse        | 12 826  | 6,6 %      |         |            |  |  |
|                | UDF            | François Bayrou         | 11 712  | 6,03 %     |         |            |  |  |
|                | LO             | Arlette Laguiller       | 11 122  | 5,73 %     |         |            |  |  |
|                | Les Verts      | Noël Mamère             | 9 595   | 4,94 %     |         |            |  |  |
|                | MC             | Jean-Pierre Chevènement | 9 416   | 4,85 %     |         |            |  |  |
|                | LCR            | Olivier Besancenot      | 8 957   | 4,61 %     |         |            |  |  |
|                | PC             | Robert Hue              | 6 720   | 3,46 %     |         |            |  |  |
|                | DL             | Alain Madelin           | 5 693   | 2,93 %     |         |            |  |  |
|                | MNR            | Bruno Mégret            | 4 608   | 2,37 %     |         |            |  |  |
|                | PRG            | Christiane Taubira      | 3 431   | 1,77 %     |         |            |  |  |
|                | Cap21          | Corinne Lepage          | 3 057   | 1,57 %     |         |            |  |  |
|                | FRS            | Christine Boutin        | 2 327   | 1,2 %      |         |            |  |  |
|                | PT             | Daniel Gluckstein       | 772     | 0,4 %      |         |            |  |  |
|                |                |                         |         |            |         |            |  |  |
|                |                |                         | Nombre  | % inscrits | Nombre  | % inscrits |  |  |
| Inscrits       | Inscrits       | Inscrits                | 261 605 |            | 261 407 |            |  |  |
| Abstentions    | Abstentions    | Abstentions             | 57 900  | 22,13 %    | 39 961  | 15,29 %    |  |  |
| Votants        | Votants        | Votants                 | 203 705 | 77,87 %    | 221 446 | 84,71 %    |  |  |
|                |                |                         |         |            |         |            |  |  |
|                |                |                         |         | % votants  |         | % votants  |  |  |
| Blancs ou nuls | Blancs ou nuls | Blancs ou nuls          | 9 513   | 4,67 %     | 15 788  | 7,13 %     |  |  |
| Exprimés       | Exprimés       | Exprimés                | 194 192 | 95,33 %    | 205 658 | 92,87 %    |  |  |

### 1995
Après une nouvelle cohabitation et alors que la droite est particulièrement divisée entre Chirac et le Premier ministre Balladur, Jospin réussit à arriver en tête au premier tour de l'élection présidentielle de 1995, malgré la très lourde défaite de la gauche aux législatives de 1993. Au second tour, il est battu par Chirac.
Dans le Tarn, Lionel Jospin arrive en tête du premier tour avec 28,17 % des exprimés, suivi de Jacques Chirac (19,65 %), Édouard Balladur (17,64 %), Jean-Marie Le Pen (12,95 %) et Robert Hue (8,04 %). Au second tour, les électeurs ont voté à 50,56 % pour Lionel Jospin contre 49,44 % pour Jacques Chirac avec un taux de participation de 84,78 % des inscrits.
|                | PS             | Lionel Jospin        | 58 446  | 28,17 %    | 103 314 | 50,56 %    |  |  |
|                | RPR            | Jacques Chirac       | 40 762  | 19,65 %    | 101 019 | 49,44 %    |  |  |
|                | RPR            | Édouard Balladur     | 36 600  | 17,64 %    |         |            |  |  |
|                | FN             | Jean-Marie Le Pen    | 26 860  | 12,95 %    |         |            |  |  |
|                | PC             | Robert Hue           | 16 691  | 8,04 %     |         |            |  |  |
|                | LO             | Arlette Laguiller    | 10 366  | 5 %        |         |            |  |  |
|                | MPF            | Philippe de Villiers | 10 200  | 4,92 %     |         |            |  |  |
|                | Les Verts      | Dominique Voynet     | 6 939   | 3,34 %     |         |            |  |  |
|                | S&P            | Jacques Cheminade    | 613     | 0,3 %      |         |            |  |  |
|                |                |                      |         |            |         |            |  |  |
|                |                |                      | Nombre  | % inscrits | Nombre  | % inscrits |  |  |
| Inscrits       | Inscrits       | Inscrits             | 257 291 |            | 257 205 |            |  |  |
| Abstentions    | Abstentions    | Abstentions          | 41 757  | 16,23 %    | 39 145  | 15,22 %    |  |  |
| Votants        | Votants        | Votants              | 215 534 | 83,77 %    | 218 060 | 84,78 %    |  |  |
|                |                |                      |         |            |         |            |  |  |
|                |                |                      |         | % votants  |         | % votants  |  |  |
| Blancs ou nuls | Blancs ou nuls | Blancs ou nuls       | 8 057   | 3,74 %     | 13 727  | 6,3 %      |  |  |
| Exprimés       | Exprimés       | Exprimés             | 207 477 | 96,26 %    | 204 333 | 93,7 %     |  |  |

### 1988
Après deux ans de cohabitation, Mitterrand affronte le Premier ministre Chirac lors de l'élection présidentielle de 1988. Le Pen obtient au premier tour un score jusque-là sans précédent pour un parti d'extrême droite. Au second tour, Mitterrand est facilement réélu.
Dans le Tarn, François Mitterrand arrive en tête du premier tour avec 36,53 % des exprimés, suivi de Jacques Chirac (19,15 %), Jean-Marie Le Pen (14,78 %), Raymond Barre (14,74 %) et André Lajoinie (6,17 %). Au second tour, les électeurs ont voté à 55,37 % pour François Mitterrand contre 44,63 % pour Jacques Chirac avec un taux de participation de 88,58 % des inscrits.
|                | PS                    | François Mitterrand | 76 917  | 36,53 %    | 119 359 | 55,37 %    |  |  |
|                | RPR                   | Jacques Chirac      | 40 319  | 19,15 %    | 96 197  | 44,63 %    |  |  |
|                | FN                    | Jean-Marie Le Pen   | 31 110  | 14,78 %    |         |            |  |  |
|                | SE                    | Raymond Barre       | 31 038  | 14,74 %    |         |            |  |  |
|                | PC                    | André Lajoinie      | 12 998  | 6,17 %     |         |            |  |  |
|                | Les Verts             | Antoine Waechter    | 8 158   | 3,87 %     |         |            |  |  |
|                | Communiste rénovateur | Pierre Juquin       | 4 862   | 2,31 %     |         |            |  |  |
|                | LO                    | Arlette Laguiller   | 4 358   | 2,07 %     |         |            |  |  |
|                | MPT                   | Pierre Boussel      | 780     | 0,37 %     |         |            |  |  |
|                |                       |                     |         |            |         |            |  |  |
|                |                       |                     | Nombre  | % inscrits | Nombre  | % inscrits |  |  |
| Inscrits       | Inscrits              | Inscrits            | 253 432 |            | 253 361 |            |  |  |
| Abstentions    | Abstentions           | Abstentions         | 37 331  | 14,73 %    | 28 945  | 11,42 %    |  |  |
| Votants        | Votants               | Votants             | 216 101 | 85,27 %    | 224 416 | 88,58 %    |  |  |
|                |                       |                     |         |            |         |            |  |  |
|                |                       |                     |         | % votants  |         | % votants  |  |  |
| Blancs ou nuls | Blancs ou nuls        | Blancs ou nuls      | 5 561   | 2,57 %     | 8 860   | 3,95 %     |  |  |
| Exprimés       | Exprimés              | Exprimés            | 210 540 | 97,43 %    | 215 556 | 96,05 %    |  |  |

### 1981
Lors de l'élection présidentielle de 1981, Giscard d'Estaing arrive en tête au premier tour et affronte, comme la fois précédente, Mitterrand. Pour la première fois, un président sortant est battu : Mitterrand devient le premier président de gauche de la Ve République.
Dans le Tarn, François Mitterrand arrive en tête du premier tour avec 29,57 % des exprimés, suivi de Valéry Giscard d'Estaing (25,09 %), Jacques Chirac (18,49 %), Georges Marchais (14,4 %) et Brice Lalonde (3,81 %). Au second tour, les électeurs ont voté à 51,13 % pour François Mitterrand contre 44,93 % pour Valéry Giscard d'Estaing avec un taux de participation de 89,86 % des inscrits.
|                | PS             | François Mitterrand      | 60 851  | 29,57 %    | 117 747 | 55,07 %    |  |  |
|                | UDF            | Valéry Giscard d'Estaing | 51 639  | 25,09 %    | 96 062  | 44,93 %    |  |  |
|                | RPR            | Jacques Chirac           | 38 039  | 18,49 %    |         |            |  |  |
|                | PC             | Georges Marchais         | 29 630  | 14,4 %     |         |            |  |  |
|                | MEP            | Brice Lalonde            | 7 842   | 3,81 %     |         |            |  |  |
|                | LO             | Arlette Laguiller        | 5 346   | 2,6 %      |         |            |  |  |
|                | MRG            | Michel Crépeau           | 4 826   | 2,35 %     |         |            |  |  |
|                | Divers droite  | Michel Debré             | 2 918   | 1,42 %     |         |            |  |  |
|                | Divers droite  | Marie-France Garaud      | 2 705   | 1,31 %     |         |            |  |  |
|                | PSU            | Huguette Bouchardeau     | 1 984   | 0,96 %     |         |            |  |  |
|                |                |                          |         |            |         |            |  |  |
|                |                |                          | Nombre  | % inscrits | Nombre  | % inscrits |  |  |
| Inscrits       | Inscrits       | Inscrits                 | 247 418 |            | 246 535 |            |  |  |
| Abstentions    | Abstentions    | Abstentions              | 36 818  | 14,88 %    | 25 005  | 10,14 %    |  |  |
| Votants        | Votants        | Votants                  | 210 600 | 85,12 %    | 221 530 | 89,86 %    |  |  |
|                |                |                          |         |            |         |            |  |  |
|                |                |                          |         | % votants  |         | % votants  |  |  |
| Blancs ou nuls | Blancs ou nuls | Blancs ou nuls           | 4 820   | 2,29 %     | 7 721   | 3,49 %     |  |  |
| Exprimés       | Exprimés       | Exprimés                 | 205 780 | 97,71 %    | 213 809 | 96,51 %    |  |  |

### 1974
L'élection présidentielle de 1974 est une élection anticipée à la suite de la mort de Pompidou. Mitterrand, candidat unique de la gauche, est largement en tête au premier tour devant Giscard d'Estaing, qui distance lui-même Chaban-Delmas. Au terme d'une campagne animée, marquée par un débat télévisé tendu, Giscard d'Estaing l'emporte avec une très courte avance.
Dans le Tarn, François Mitterrand arrive en tête du premier tour avec 44,28 % des exprimés, suivi de Valéry Giscard d'Estaing (29,35 %), Jacques Chaban-Delmas (17,91 %), Arlette Laguiller (3,02 %) et Jean Royer (2,34 %). Au second tour, les électeurs ont voté à 51,13 % pour François Mitterrand contre 48,87 % pour Valéry Giscard d'Estaing avec un taux de participation de 90,78 % des inscrits.
|                | PS             | François Mitterrand      | 83 063  | 44,28 %    | 98 774  | 51,13 %    |  |  |
|                | RI             | Valéry Giscard d'Estaing | 55 059  | 29,35 %    | 94 424  | 48,87 %    |  |  |
|                | UDR            | Jacques Chaban-Delmas    | 33 590  | 17,91 %    |         |            |  |  |
|                | LO             | Arlette Laguiller        | 5 674   | 3,02 %     |         |            |  |  |
|                | SE             | Jean Royer               | 4 390   | 2,34 %     |         |            |  |  |
|                | SE, écologiste | René Dumont              | 1 951   | 1,04 %     |         |            |  |  |
|                | FN             | Jean-Marie Le Pen        | 1 554   | 0,83 %     |         |            |  |  |
|                | MDSF           | Émile Muller             | 838     | 0,45 %     |         |            |  |  |
|                | FCR            | Alain Krivine            | 761     | 0,41 %     |         |            |  |  |
|                | NAR            | Bertrand Renouvin        | 346     | 0,18 %     |         |            |  |  |
|                | MFE            | Jean-Claude Sebag        | 259     | 0,14 %     |         |            |  |  |
|                |                |                          |         |            |         |            |  |  |
|                |                |                          | Nombre  | % inscrits | Nombre  | % inscrits |  |  |
| Inscrits       | Inscrits       | Inscrits                 | 216 506 |            | 216 315 |            |  |  |
| Abstentions    | Abstentions    | Abstentions              | 26 552  | 12,26 %    | 19 935  | 9,22 %     |  |  |
| Votants        | Votants        | Votants                  | 189 954 | 87,74 %    | 196 380 | 90,78 %    |  |  |
|                |                |                          |         |            |         |            |  |  |
|                |                |                          |         | % votants  |         | % votants  |  |  |
| Blancs ou nuls | Blancs ou nuls | Blancs ou nuls           | 2 360   | 1,24 %     | 3 182   | 1,62 %     |  |  |
| Exprimés       | Exprimés       | Exprimés                 | 187 594 | 98,76 %    | 193 198 | 98,38 %    |  |  |

### 1969
L'élection présidentielle de 1969 est une élection anticipée à la suite de la démission de De Gaulle. La gauche se lance désunie dans la course et, bien que Duclos (PCF) manque de le devancer, c'est le président par intérim Poher qui accède au second tour face à l'ex-Premier ministre Pompidou. Alors que Duclos refuse d'appeler à voter au second tour pour « bonnet blanc ou blanc bonnet », Pompidou est finalement largement élu.
Dans le Tarn, Georges Pompidou arrive en tête du premier tour avec 44,92 % des exprimés, suivi de Alain Poher (24,86 %), Jacques Duclos (18,3 %), Gaston Defferre (6,49 %) et Michel Rocard (3,27 %). Au second tour, les électeurs ont voté à 54,87 % pour Georges Pompidou contre 45,13 % pour Alain Poher avec un taux de participation de 80,8 % des inscrits.
|                | UDR            | Georges Pompidou | 77 305  | 44,92 %    | 87 051  | 54,87 %    |  |  |
|                | CD             | Alain Poher      | 42 793  | 24,86 %    | 71 602  | 45,13 %    |  |  |
|                | PC             | Jacques Duclos   | 31 503  | 18,3 %     |         |            |  |  |
|                | SFIO           | Gaston Defferre  | 11 169  | 6,49 %     |         |            |  |  |
|                | PSU            | Michel Rocard    | 5 621   | 3,27 %     |         |            |  |  |
|                | SE             | Louis Ducatel    | 1 891   | 1,1 %      |         |            |  |  |
|                | LC             | Alain Krivine    | 1 822   | 1,06 %     |         |            |  |  |
|                |                |                  |         |            |         |            |  |  |
|                |                |                  | Nombre  | % inscrits | Nombre  | % inscrits |  |  |
| Inscrits       | Inscrits       | Inscrits         | 211 456 |            | 211 360 |            |  |  |
| Abstentions    | Abstentions    | Abstentions      | 35 993  | 17,02 %    | 40 578  | 19,2 %     |  |  |
| Votants        | Votants        | Votants          | 175 463 | 82,98 %    | 170 782 | 80,8 %     |  |  |
|                |                |                  |         |            |         |            |  |  |
|                |                |                  |         | % votants  |         | % votants  |  |  |
| Blancs ou nuls | Blancs ou nuls | Blancs ou nuls   | 3 359   | 1,91 %     | 12 129  | 7,1 %      |  |  |
| Exprimés       | Exprimés       | Exprimés         | 172 104 | 98,09 %    | 158 653 | 92,9 %     |  |  |

### 1965
L'élection présidentielle de 1965 est la première élection au suffrage universel direct à la suite du référendum d'octobre 1962. De Gaulle est mis en ballottage, à la surprise générale, par Mitterrand, candidat unique de la gauche. La campagne du second tour est axée sur l'Europe et les relations internationales ainsi que sur l'armement nucléaire. De Gaulle est finalement réélu avec une large avance.
Dans le Tarn, François Mitterrand arrive en tête du premier tour avec 38,16 % des exprimés, suivi de Charles de Gaulle (36 %), Jean Lecanuet (15,55 %), Jean-Louis Tixier-Vignancour (7,28 %) et Pierre Marcilhacy (1,87 %). Au second tour, les électeurs ont voté à 54,36 % pour François Mitterrand contre 45,64 % pour Charles de Gaulle avec un taux de participation de 88,25 % des inscrits.
|                | CIR            | François Mitterrand          | 68 565  | 38,16 %    | 96 445  | 54,36 %    |  |  |
|                | UNR            | Charles de Gaulle            | 64 683  | 36 %       | 80 980  | 45,64 %    |  |  |
|                | MRP            | Jean Lecanuet                | 27 930  | 15,55 %    |         |            |  |  |
|                | SE             | Jean-Louis Tixier-Vignancour | 13 074  | 7,28 %     |         |            |  |  |
|                | PLE            | Pierre Marcilhacy            | 3 362   | 1,87 %     |         |            |  |  |
|                | SE             | Marcel Barbu                 | 2 051   | 1,14 %     |         |            |  |  |
|                |                |                              |         |            |         |            |  |  |
|                |                |                              | Nombre  | % inscrits | Nombre  | % inscrits |  |  |
| Inscrits       | Inscrits       | Inscrits                     | 208 056 |            | 207 872 |            |  |  |
| Abstentions    | Abstentions    | Abstentions                  | 25 328  | 12,17 %    | 24 420  | 11,75 %    |  |  |
| Votants        | Votants        | Votants                      | 182 728 | 87,83 %    | 183 452 | 88,25 %    |  |  |
|                |                |                              |         |            |         |            |  |  |
|                |                |                              |         | % votants  |         | % votants  |  |  |
| Blancs ou nuls | Blancs ou nuls | Blancs ou nuls               | 3 063   | 1,68 %     | 6 027   | 3,29 %     |  |  |
| Exprimés       | Exprimés       | Exprimés                     | 179 665 | 98,32 %    | 177 425 | 96,71 %    |  |  |